# Edgar Merino
Pour les articles homonymes, voir Merino.
Edgar Merino Vidangossy, ou plus simplement Edgar Merino, né à Santiago du Chili le 19 octobre 1987, est un agent de joueuses de football chilien.
Il est le créateur de Solo Cracks, l'une des plus grandes agences de représentation de football féminin au monde. 
Il est l'agent de plus de 100 joueuses de 24 nationalités différentes, dont Christiane Endler, Jennifer Hermoso et Marta Cardona. Il est régulièrement présenté comme le « Jorge Mendes du football féminin ».

## Biographie
Edgar Merino est journaliste de profession. Il est diplômé de l'Université pontificale catholique du Chili. Plus tard, il réalise un master en Management du sport au sein du Johan Cruyff Institute (en) à Barcelone. 

### Solo Cracks
En 2011, il crée son agence, Solo Cracks. En 2015, il décide de se consacrer uniquement au football féminin. Son agence propose des services de représentation et de marque personnelle. Ainsi, il crée et développe, en coopération avec Charlie Abad, les marques personnelles de Juan Mata, Claudio Bravo, Christiane Endler ou Jennifer Hermoso.
En juin 2017, il réalise le premier transfert payant de l'histoire du football féminin espagnol avec le départ de Christiane Endler du Valencia CF au PSG pour 30 000 €.
Lors de la coupe du monde féminine de football 2019 en France, Edgar Merino représente pas moins de 16 des 23 joueuses chiliennes sélectionnées pour la compétition.
L'agent chilien s'est également occupé de la carrière de Carolina Rodríguez, championne du monde de boxe poids coq.